# 샌디에이고 영화 비평가 협회
샌디에이고 영화 비평가 협회(-映畫批評家協會, 영어: San Diego Film Critics Society)는 미국 캘리포니아주 샌디에이고의 영화 평론가 조직이다.

## 같이 보기
- 영화상 목록